# Chřestýš černoocasý
Chřestýš černoocasý (Crotalus molossus) je druh zmijovitého hada, jenž se přirozeně vyskytuje od jižních Spojených států amerických (Arizona, Texas, Nové Mexiko) až po jižní Mexiko (Oaxaca). Žije na loukách, pouštích i ve skalnatých horských oblastech a horských jehličnatých lesích do nadmořské výšky 3 750 m n. m.
Chřestýš černoocasý může měřit 71–125 cm. Samice jsou obyčejně větší než samci a mají také delší a silnější ocas. Zbarvení těla může být olivově šedé, zelenožluté, žluté, červenohnědé až černé. Ocas je vždy zcela černý a vybavený typickým znakem chřestýšů – chřestidlem, jež je tvořeno zrohovatělými články. Chřestění za pomocí ocasu využívá had jako varovnou hrozbu pro možné narušitele.
Doba aktivity chřestýše černoocasého se mění podle období. Na podzim a na jaře je aktivní během dne, ale v období vysokých letních teplot přechází na noční aktivitu. Může šplhat po stromech a je i schopným plavcem. Jeho kořistí se stávají ještěrky, ptáci, hlodavci a jiní menší savci, které usmrcuje jedovatým kousnutím. Chladné zimní měsíce had přečká ve zvířecích norách nebo skalních puklinách.
Vzhledem k velkému areálu rozšíření a pravděpodobně i početné populaci Mezinárodní svaz ochrany přírody považuje chřestýše černoocasého za málo dotčený druh.